# 加子母テレビ中継局
加子母テレビ中継局（かしもテレビちゅうけいきょく）は、岐阜県中津川市にある地上デジタルテレビの中継局である。かつてはアナログテレビの中継局も設置されていたが、アナログ放送の終了とともに廃止された。

## 中継局概要

### デジタルテレビ
| リモコン キーID | 放送局名                              | 物理 チャンネル | 空中線電力 | ERP | 放送対象 地域 | 放送区域 内世帯数 | 偏波面   |
| --------------- | ------------------------------------- | --------------- | ---------- | --- | ------------- | ----------------- | -------- |
| 1               | THK 東海テレビ放送                    | 15ch            | 300mW      | 1W  | 中京広域圏    | 約780世帯         | 水平偏波 |
| 2               | NHK 名古屋教育                        | 39ch            | 300mW      | 1W  | 全国          | 約780世帯         | 水平偏波 |
| 3               | NHK 岐阜総合                          | 24ch            | 300mW      | 1W  | 岐阜県        | 約780世帯         | 水平偏波 |
| 4               | CTV 中京テレビ放送                    | 17ch            | 300mW      | 1W  | 中京広域圏    | 約780世帯         | 水平偏波 |
| 5               | CBCテレビ                             | 16ch            | 300mW      | 1W  | 中京広域圏    | 約780世帯         | 水平偏波 |
| 6               | NBN 名古屋テレビ放送 愛称「メ～テレ」 | 14ch            | 300mW      | 1W  | 中京広域圏    | 約780世帯         | 水平偏波 |
| 8               | GBS 岐阜放送 愛称「ぎふチャン」       | 37ch            | 300mW      | 1W  | 岐阜県        | 約780世帯         | 水平偏波 |

## 廃止された局の概要

### アナログテレビ
| チャンネル | 放送局名                              | 空中線電力        | ERP                 | 放送対象 地域 | 放送区域 内世帯数 | 偏波面   |
| ---------- | ------------------------------------- | ----------------- | ------------------- | ------------- | ----------------- | -------- |
| 27ch       | CBC 中部日本放送                      | 映像3W/ 音声750mW | 映像11.5W/ 音声2.9W | 中京広域圏    | 787世帯           | 水平偏波 |
| 30ch       | THK 東海テレビ放送                    | 映像3W/ 音声750mW | 映像11.5W/ 音声2.9W | 中京広域圏    | 787世帯           | 水平偏波 |
| 40ch       | NBN 名古屋テレビ放送 愛称「メ～テレ」 | 映像3W/ 音声750mW | 映像11.5W/ 音声2.9W | 中京広域圏    | 787世帯           | 水平偏波 |
| 42ch       | CTV 中京テレビ放送                    | 映像3W/ 音声750mW | 映像11.5W/ 音声2.9W | 中京広域圏    | 787世帯           | 水平偏波 |
| 45ch       | GBS 岐阜放送 愛称「ぎふチャン」       | 映像3W/ 音声750mW | 映像11.5W/ 音声2.9W | 岐阜県        | 787世帯           | 水平偏波 |
| 50ch       | NHK 名古屋教育                        | 映像3W/ 音声750mW | 映像14.5W/ 音声3.6W | 全国          | 787世帯           | 水平偏波 |
| 52ch       | NHK 岐阜総合                          | 映像3W/ 音声750mW | 映像14.5W/ 音声3.6W | 岐阜県        | 787世帯           | 水平偏波 |

## 所在地
- 中津川市加子母万賀[1]

## 放送エリア

### デジタルテレビ
- 中津川市加子母地区及び加茂郡東白川村の各一部、約780世帯[2]。

### アナログテレビ
- 中津川中継局からの電波が届きにくい中津川市の旧加子母村域をカバーしていた。

## 歴史
下記に記載していない局については、開局時期は不明。

### デジタルテレビ
- 2009年9月10日 - 予備免許交付
- 2009年9月15日 - 試験放送開始
- 2009年9月29日 - 免許交付[3]
- 2009年9月30日 - 放送開始

### アナログテレビ
- 1993年3月26日 - CBC中部日本放送・加子母テレビ放送所、GBS岐阜放送・加子母テレビジョン放送局が開局。
- 2011年7月24日 - 全局廃局となった。

## その他
- デジタルテレビ開局に際して、混信防止のため一部チャンネルでアナアナ変換が実施された。
- アナログテレビの受信元については、以下の通り。
  - 東海テレビ・名古屋テレビ・GBS岐阜放送：付知中継局
  - CBC：名古屋本局（名古屋テレビ塔）
  - 中京テレビ：名古屋本局（東山タワー）
  - NHK（岐阜総合・名古屋教育）：不明